# Lista de prêmios e indicações recebidos por Avicii
Esta é a lista de prêmios e indicações recebidos pelo DJ e produtor sueco Avicii (1989–2018).

## American Music Awards
O American Music Awards é uma premiação anual de música americana criada por Dick Clark em 1973, transmitida pela emissora ABC. Avicii recebeu três indicações e venceu uma delas.
| Ano  | Categoria                             | Nomeação | Resultado | Ref   |
| ---- | ------------------------------------- | -------- | --------- | ----- |
| 2013 | Artista favorito de música eletronica | Avicii   | Venceu    | [ 1 ] |
| 2014 | Artista favorito de música eletronica | Avicii   | Indicado  | [ 2 ] |
| 2019 | Artista favorito de música eletronica | Avicii   | Indicado  | [ 3 ] |

## Billboard Music Awards
O Billboard Music Awards é uma premiação anual realizada pela revista Billboard. Avicii recebeu nove indicações e venceu uma vez.
| Ano  | Categoria                       | Nomeação     | Resultado | Ref   |
| ---- | ------------------------------- | ------------ | --------- | ----- |
| 2014 | Melhor canção das Rádios        | "Wake Me Up" | Indicado  | [ 4 ] |
| 2014 | Melhor canção Dance/Eletrônica  | "Wake Me Up" | Venceu    | [ 4 ] |
| 2014 | Melhor álbum Dance/Eletrônica   | True         | Indicado  | [ 4 ] |
| 2014 | Melhor artista Dance/Eletrônica | Avicii       | Indicado  | [ 4 ] |
| 2015 | Melhor artista Dance/Eletrônica | Avicii       | Indicado  | [ 5 ] |
| 2015 | Melhor álbum Dance/Eletrônica   | True         | Indicado  | [ 5 ] |
| 2018 | Melhor álbum Dance/Eletrônica   | Avīci (01)   | Indicado  | [ 6 ] |
| 2020 | Melhor artista Dance/Eletrônica | Avicii       | Indicado  | [ 7 ] |
| 2020 | Melhor álbum Dance/Eletrônica   | Tim          | Indicado  | [ 7 ] |

## DJ Magazine top 100 DJs
Lista anual da Dj Magazine com o 100 melhores Djs do mundo.
| Ano  | Posição | Ref   |
| ---- | ------- | ----- |
| 2010 | 39      | [ 8 ] |
| 2011 | 6       | [ 8 ] |
| 2012 | 3       | [ 8 ] |
| 2013 | 3       | [ 8 ] |
| 2014 | 6       | [ 8 ] |
| 2015 | 7       | [ 8 ] |
| 2016 | 11      | [ 8 ] |
| 2017 | 28      | [ 8 ] |
| 2018 | 15      | [ 8 ] |

## Echo Music Awards
O Echo Music Awards foi uma cerimônia anual de premiação musical apresentada pela Academia Alemã de Áudio. Avicii foi vencedor de dois prêmios durante a história do evento.
| Ano  | Categoria                                     | Nomeação | Resultado | Ref   |
| ---- | --------------------------------------------- | -------- | --------- | ----- |
| 2014 | Electronic Dance Music National/International | Avicii   | Venceu    | [ 9 ] |
| 2014 | Hit des Jahres                                | Avicii   | Venceu    | [ 9 ] |

## GAFFA Awards

### Dinamarca GAFFA Awards
Realizado desde 1991, é uma premiação GAFFA dinamarquesa dedicada a homenagear artistas que se destacam na música popular.
| Ano  | Categoria                       | Nomeação | Resultado | Ref    |
| ---- | ------------------------------- | -------- | --------- | ------ |
| 2013 | Melhor Novo Artista Estrangeiro | Avicii   | Venceu    | [ 10 ] |

### Suécia GAFFA Awards
Lançado em 2010, conhecido como GAFFA Priset em sueco, segue o mesmo propósito, mas com foco no cenário musical sueco.
| Ano  | Categoria                  | Nomeação               | Resultado | Ref    |
| ---- | -------------------------- | ---------------------- | --------- | ------ |
| 2014 | Melhor Álbum de Eletrônica | True: Avicii by Avicii | Venceu    | [ 11 ] |

## Grammis Awards
Os Grammis são prêmios de música apresentados anualmente a músicos e compositores na Suécia. Considerados os mais antigos prêmios musicais suecos, eles foram instituídos como uma versão local dos Grammy Awards.
| Ano  | Categoria                   | Nomeação                      | Resultado | Ref    |
| ---- | --------------------------- | ----------------------------- | --------- | ------ |
| 2012 | Melhor música eletrônica    | "Levels"/"Fake Into Darkness" | Indicado  | [ 12 ] |
| 2012 | Mais inovador               | Avicii                        | Venceu    | [ 12 ] |
| 2012 | Melhor música               | "Levels"                      | Venceu    | [ 12 ] |
| 2012 | Maior sucesso internacional | Avicii                        | Indicado  | [ 12 ] |
| 2013 | Melhor música eletrônica    | "Silhouettes"/"Superlove"     | Indicado  | [ 13 ] |
| 2014 | Melhor álbum                | True                          | Indicado  | [ 14 ] |
| 2014 | Melhor artista              | Avicii                        | Venceu    | [ 14 ] |
| 2014 | Melhor Álbum eletrônica     | True                          | Indicado  | [ 14 ] |
| 2014 | Melhor música               | "Wake Me Up"                  | Indicado  | [ 14 ] |
| 2014 | Melhor produtor             | Avicii                        | Indicado  | [ 14 ] |
| 2014 | Mais inovador               | Avicii                        | Indicado  | [ 14 ] |
| 2015 | Melhor álbum eletrônica     | "The Days / Nights EP"        | Indicado  | [ 15 ] |
| 2015 | Melhor música               | "The Days"                    | Indicado  | [ 15 ] |
| 2016 | Melhor álbum eletrônica     | Stories                       | Indicado  | [ 16 ] |
| 2016 | Melhor música               | "Waiting for Love"            | Indicado  | [ 16 ] |
| 2018 | Melhor álbum eletrônica     | Avīci (01)                    | Indicado  | [ 17 ] |
| 2018 | Melhor música               | "Without You"                 | Indicado  | [ 17 ] |
| 2020 | Melhor álbum eletrônica     | TIM                           | Venceu    | [ 18 ] |
| 2020 | Melhor música eletrônica    | "SOS"                         | Venceu    | [ 18 ] |
| 2020 | Melhor compositor           | Avicii                        | Indicado  | [ 18 ] |

## Grammy awards
Os prêmios Grammy são concedidos pela Academia Nacional de Artes e Ciências da Gravação dos Estados Unidos. Avicii recebeu duas indicações, mas não conquistou nenhum prêmio.
| Ano  | Categoria                | Nomeação                      | Resultado | Ref    |
| ---- | ------------------------ | ----------------------------- | --------- | ------ |
| 2012 | Melhor Gravação de Dance | "Sunshine" (com David Guetta) | Indicado  | [ 19 ] |
| 2013 | Melhor Gravação de Dance | "Levels"                      | Indicado  | [ 19 ] |

## iHeartRadio Music Awards
O iHeartRadio Music Awards é uma premiação criada pela iHeartRadio. Avicii recebeu duas indicações e venceu um prêmio.
| Ano  | Categoria                | Nomeação     | Resultado | Ref    |
| ---- | ------------------------ | ------------ | --------- | ------ |
| 2014 | Melhor letra             | "Wake Me Up" | Indicado  | [ 20 ] |
| 2014 | Música eletrônica do ano | "Wake Me Up" | Venceu    | [ 20 ] |

## International Dance Music Awards
O International Dance Music Awards é realizado anualmente como parte da Winter Music Conference. Avicii recebeu cinco indicações e venceu duas vezes.
| Ano  | Categoria             | Nomeação       | Resultado | Ref    |
| ---- | --------------------- | -------------- | --------- | ------ |
| 2013 | Melhor artista (Solo) | Avicii         | Venceu    | [ 21 ] |
| 2013 | Melhor DJ Europeu     | Avicii         | Indicado  | [ 21 ] |
| 2013 | Melhor remixador      | Avicii         | Indicado  | [ 21 ] |
| 2013 | Melhor Podcast        | Levels Podcast | Indicado  | [ 21 ] |
| 2020 | Melhor álbum          | TIM            | Venceu    | [ 22 ] |

## MTV Europe Music Awards
O MTV Europe Music Awards foi criado em 1994 pela MTV Networks Europe. Avicii recebeu nove indicações e venceu quatro vezes.
| Ano  | Categoria                 | Nomeação | Resultado | Ref    |
| ---- | ------------------------- | -------- | --------- | ------ |
| 2012 | Melhor Artista Eletrônica | Avicii   | Indicado  | [ 23 ] |
| 2012 | Melhor Artista Sueco      | Avicii   | Indicado  | [ 23 ] |
| 2013 | Melhor Artista Eletrônica | Avicii   | Venceu    | [ 24 ] |
| 2013 | Melhor Artista Sueco      | Avicii   | Venceu    | [ 24 ] |
| 2013 | Melhor Artista Europeu    | Avicii   | Indicado  | [ 24 ] |
| 2015 | Melhor Artista Eletrônica | Avicii   | Indicado  | [ 25 ] |
| 2015 | Melhor Artista Sueco      | Avicii   | Indicado  | [ 25 ] |
| 2018 | Melhor Artista Sueco      | Avicii   | Venceu    | [ 26 ] |
| 2019 | Melhor Artista Sueco      | Avicii   | Venceu    | [ 27 ] |

## MTV Video Music Awards
Os MTV Video Music Awards são apresentados anualmente pela MTV e reconhecem conquistas no meio dos videoclipes. Avicii recebeu seis indicações e venceu uma vez.
| Ano  | Categoria                            | Nomeação          | Resultado | Ref    |
| ---- | ------------------------------------ | ----------------- | --------- | ------ |
| 2012 | Melhor vídeo de música eletrônica    | "Levels"          | Indicado  | [ 28 ] |
| 2012 | Melhor coreografia                   | "Levels"          | Indicado  | [ 28 ] |
| 2014 | Melhor Vídeo de Pop                  | "Wake Me Up"      | Indicado  | [ 29 ] |
| 2014 | Melhor Vídeo com uma Mensagem Social | "Hey Brother"     | Indicado  | [ 29 ] |
| 2018 | Melhor vídeo de música eletrônica    | "Lonely Together" | Venceu    | [ 30 ] |
| 2018 | Melhores Efeitos Visuais             | "Lonely Together" | Indicado  | [ 30 ] |

## Teen Choice Awards
O Teen Choice Awards é uma cerimônia anual que premia as maiores conquistas do ano no entretenimento, com votos do público adolescente. Avicii ganhou um prêmio.
| Ano  | Categoria       | Nomeação     | Resultado | Ref    |
| ---- | --------------- | ------------ | --------- | ------ |
| 2014 | Choice EDM Song | "Wake Me Up" | Venceu    | [ 31 ] |

## World Music Awards
O World Music Awards é uma cerimônia anual que premia os artistas mais vendidos da indústria fonográfica. Avicii recebeu oito indicações e venceu dois prêmios.
| Ano  | Categoria                                   | Nomeação     | Resultado | Ref    |
| ---- | ------------------------------------------- | ------------ | --------- | ------ |
| 2014 | World's Melhor Canção                       | "Wake Me Up" | Indicado  | [ 32 ] |
| 2014 | World's Melhor Vídeo                        | "Wake Me Up" | Indicado  | [ 32 ] |
| 2014 | World's Melhor Álbum                        | True         | Indicado  | [ 32 ] |
| 2014 | World's Melhor Artista Masculino            | Avicii       | Indicado  | [ 32 ] |
| 2014 | World's Melhor Artista Vivo                 | Avicii       | Indicado  | [ 32 ] |
| 2014 | World's Melhor Artista de Música Eletrônica | Avicii       | Venceu    | [ 32 ] |
| 2014 | World's Melhor Artista do Ano               | Avicii       | Indicado  | [ 32 ] |
| 2014 | World's Melhor Artista Sueco                | Avicii       | Venceu    | [ 32 ] |